# Bataillon de tirailleurs de l'Oubangui-Chari
Pour les articles homonymes, voir BTOC et Bataillon de l'Afrique-Équatoriale française.
Ne doit pas être confondu avec Bataillon indigène du Chari.
Le bataillon de tirailleurs de l'Oubangui-Chari (BTOC) est un bataillon des troupes coloniales françaises, stationné dans la colonie de l'Oubangui-Chari.

## Création et différentes dénominations
- 1er octobre 1908 : création du bataillon de l'Oubangui-Chari
- 1er janvier 1922 : dissolution
- 1931 : nouvelle création comme bataillon de tirailleurs de l'Oubangui-Chari (BTOC)
- septembre 1939 : se dédouble en bataillon de tirailleurs sénégalais de l'Oubangui-Chari (BTSOC) et bataillon de tirailleurs de l'Oubangui-Chari
- novembre 1940[1] ou juin 1946[2] : renommé bataillon de tirailleurs de l'Oubangui (BTO)
- 1947 : devient bataillon autonome de l'Oubangui
- 1948 : devient compagnie portée autonome de l'Oubangui-Chari (CPAOC)
- 1951 : redevient bataillon de tirailleurs de l'Oubangui-Chari
- 1er décembre 1958 : devient 13e bataillon d'infanterie de marine

## Historique

### Avant 1914

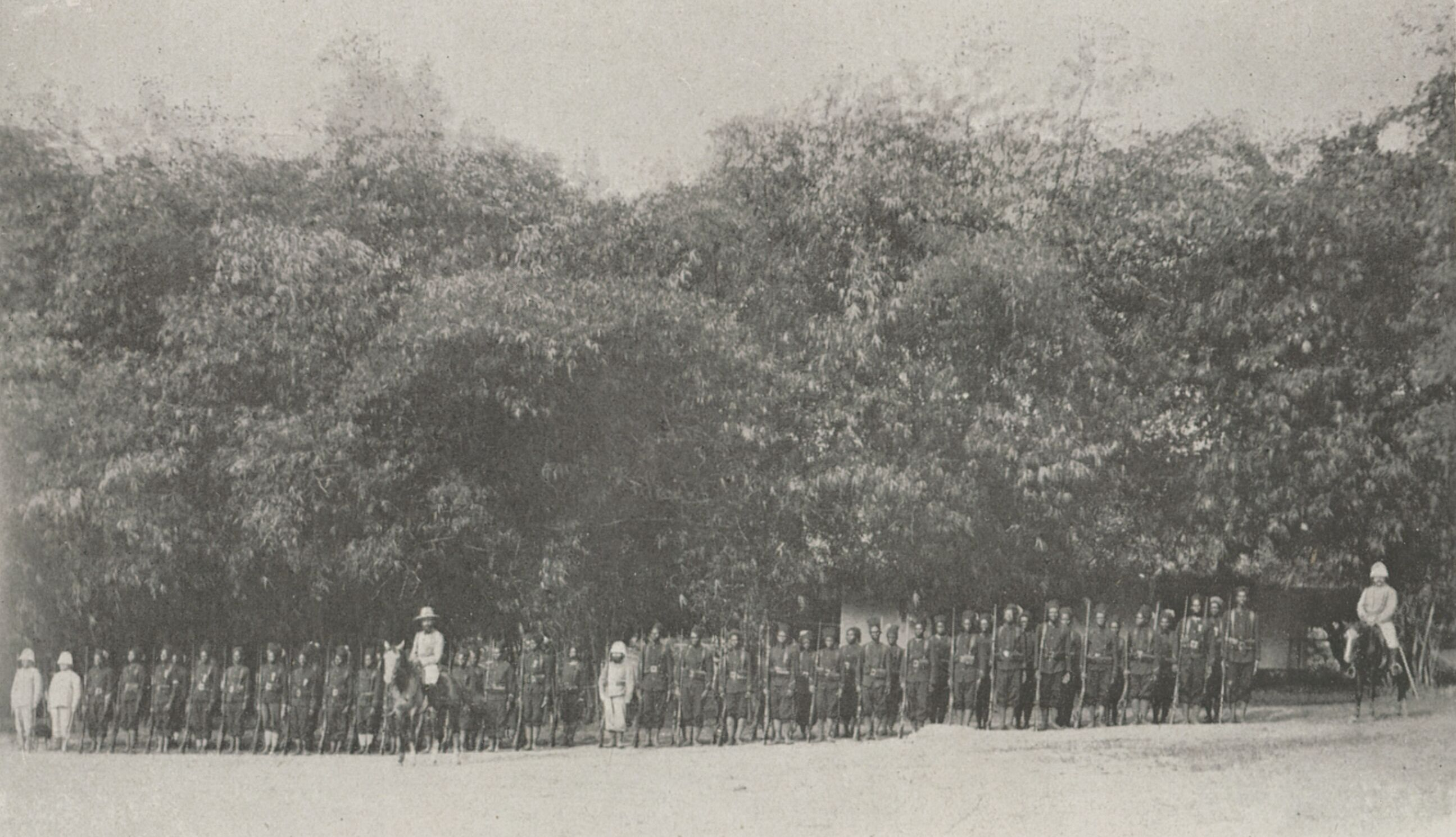
Détachement de la 3e compagnie du bataillon de l'Oubangui-Chari à Mobaye vers 1910.

Le bataillon est formé le 1er octobre 1908 à trois compagnies : les deux premières sont formées à Dakar tandis que la 3e est l'ancienne 3e compagnie du bataillon du bataillon du Moyen-Congo. La portion centrale du bataillon est à Bangui.
Une 4e compagnie rejoint le bataillon en 1909 puis les 5e et 6e en 1911.

### Première Guerre mondiale
En 1914, le bataillon de l'Oubangui-Chari, dit bataillon no 3 de l'Afrique-Équatoriale française, est renforcé par la 4e compagnie du bataillon du Moyen-Congo, qui devient sa 7e compagnie. Cinq des sept compagnies participent aux opérations contre les Allemands au Kamerun. Elles regagnent l'Oubangui-Chari en juin 1916 après la défaite des Allemands, sauf les 1re et 5e compagnies qui occupent le Neukamerun, c'est-à-dire les territoires qui appartenaient à la colonie de l'Oubangui-Chari avant 1911.

### Entre-deux-guerres
Le bataillon de l'Oubangui-Chari est dissous le 1er janvier 1922. Le bataillon du Moyen-Congo regroupe alors les trois compagnies du bataillon dissous et sa portion centrale rejoint Bangui. Lorsque le bataillon du Moyen-Congo est dissous en 1923, les compagnies de l'Oubangui-Chari sont rattachées au régiment de tirailleurs sénégalais du Tchad.
Le bataillon est recréé en 1931 après des révoltes dans la région de Bouar. Début 1939, il compte quatre compagnies, à Bangui, Berbérati, Ouadda, Bouar et Bria.

### Seconde Guerre mondiale
À la mobilisation de septembre 1939, le bataillon se dédouble en bataillon de tirailleurs sénégalais de l'Oubangui-Chari (ou bataillon de réserve de l'Oubangui-Chari) et bataillon de tirailleurs de l'Oubangui-Chari,,. Les deux unités sont en garnison à Bangui et à Berbérati.
Elles rallient la France libre en août 1940 : à Bangui, le commandant local disperse cependant son unité tandis qu'à Berbérati le commandant de Roux passe avec son unité entière aux forces françaises libres. Ses éléments forment le bataillon de marche n° 2 le 1er novembre 1940 tandis que le reste du bataillon de l'Oubangui est regroupé comme « unité de stationnement ». D'après Henri Vaudable, le bataillon est renommé bataillon de tirailleurs de l'Oubangui à cette date.

### Après 1945
En 1946, le bataillon met sur pied le bataillon de marche de l'Oubangui-Chari (BMOC).
Le bataillon est recréé sous le nom de bataillon de tirailleurs de l'Oubangui à Bangui et Bouar en juin 1946. Renommé bataillon autonome de l'Oubangui en 1947, il est réduit l'année suivante à une unique compagnie portée, la compagnie portée autonome de l'Oubangui-Chari.
En 1951, cette compagnie fusionne avec la compagnie de transition et de garnison de Bangui pour recréer le bataillon de tirailleurs de l'Oubangui-Chari, qui devient 13e bataillon d'infanterie de marine le 1er décembre 1958.

## Insigne

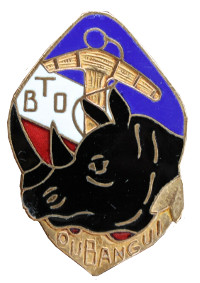
L'insigne du bataillon de tirailleurs de l'Oubangui.

L'insigne du bataillon de tirailleurs de l'Oubangui porte, dans un ovale tricolore, une tête de rhinocéros noir sur une ancre. Les bras de l'ancre portent l'inscription OUBANGUI et les lettres BTO sont inscrites. Le rhinocéros noir est symbole de force et de l'implantation de l'unité,. Cet insigne n'a pas été homologué officiellement.
L'insigne de la compagnie portée autonome de l'Oubangui-Chari, homologué G.844 en 1951, reprend à celui du BTO la tête de rhinocéros sur l'ancre, mais l'inscrit dans une roue dentée, symbole de la motorisation.
Enfin, l'insigne du bataillon de tirailleurs de l'Oubangui-Chari, homologué G.1078 en 1954, a la description officielle suivante : « cercle de pourpre chargé d’un éléphant de sable posé de face la trompe haute, brochant sur l’ancre de la coloniale d’or, elle-même brochant sur une croix de Lorraine argent ». Le chef de corps, dans sa demande d'homologation, explique l'insigne s'inspire de celui du bataillon de marche n° 5 et que l'éléphant est typique de l'Oubangui .

## Personnalités ayant servi au bataillon
- Georges Koudoukou, compagnon de la Libération, est affecté au bataillon no 3 en 1916 puis au BTOC en 1931,
- Nadjirom Mouniro, compagnon de la Libération, est affecté au BTOC en 1931,
- Pierre Hautefeuille, compagnon de la Libération, est affecté au BTOC en 1937,
- Henri Amiel, compagnon de la Libération, est affecté au BTOC en 1937,
- Dominique Kosseyo, compagnon de la Libération, est incorporé au BTOC en 1938,
- Jean Mufraggi, compagnon de la Libération, est affecté au BTOC en 1939,
- Robert de Roux, compagnon de la Libération, reçoit le commandement du BTSOC en 1939,
- André Gerberon, compagnon de la Libération, est mobilisé au BTSOC en 1939,
- Pierre Gabard, compagnon de la Libération, est mobilisé au BTOC en 1939,
- Paul Koudoussaragne, compagnon de la Libération, est incorporé au BTOC en 1940,
- William Palcy, compagnon de la Libération, est affecté au BTO en 1944.